# كرة سماوية

رسم توضيحي للكرة السماوية

في علم الفلك وعلم الفلك الكروي، الكرة السماوية هي كرة تخيلها الإنسان بنصف قطر لا متناهٍ ومتحدة المركز مع الأرض ويدوران حول نفس المحور. يوجد على الكرة السماوية القطب السماوي الجنوبي والقطب السماوي الشمالي وبين القطبين يكون خط الاستواء السماوي. على نحو مشابه الأرض حيث القطب الشمالي والقطب الجنوبي وبينهما خط الاستواء. والقطب السماوي الشمالي يقع في كوكبة الدب الأصغر ليس ببعيد عن نجم الشمال. أما القطب السماوي الجنوبي فيقع ضمن كوكبة الثمن. في حالة النظام الإحداثي الأفقي، تدعى هذه الكرة بالقبة السماوية، لو تخيلت نفسك واقفا على الأرض على خط طول 45° وداخل هذه القبة فما فوقك هو سمت الرأس وما تحتك هو النظير، كلاهما نقاط وهمية على القبة السماوية، بينهما توجد دائرة عظمى تدعى دائرة خط الأفق، حيث يمكنك رؤية كل ما هو فوق هذا الخط، أما ما تحته فلا يمكن رؤيته. الدائرة التي تصل بين النقاط الأربعة سمت الرأس والنظير والقطب السماوي الشمالي والقطب السماوي الجنوبي تسمى خط الزوال. وتتقاطع خط الزوال مع دائرة الأفق في نقطتين اثنتين، وهما نقطتا الشمال الجنوب بالنسبة لسكان الأرض. آما تقاطع دائرة الأفق مع خط الاستواء السماوي فينتج عنه نقطتا الشرق الغرب. أما التقاطع بين خط الزوال وخط الاستواء السماوي فينتج عنه ميل عن سمت الرأس بزاوية تساوي خط العرض. فإذا نظر شخص واقف فوق خط الأفق فسوف يتمكن من رؤية نجم الشمال أو القطب السماوي الشمالي لكنه لن يتمكن من رؤية القطب السماوي الجنوبي. وعندما يهبط النجم تحت خط الأفق يقال غرب وعندما يصعد فوق خط الأفق يقال له أشرق.وحين يكون ميل النجم صفر فهذا يدل على يشرق تماما من الشرق ويغرب تمام من الغرب.أما إذا كان ميل النجم +90° فهو نجم أبدي الظهور للناظر من شمال الكرة الأرضية وأبدي الغياب للناظر من جنوب الكرة الأرضية.أما إذا كان ميل النجم -90° فهو أبدي الغياب للناظر من شمال الكرة الأرضية وأبدي الظهور للناظر من جنوب الكرة الأرضية. في عصر الحضارة الإسلامية، كان يشار إلى القبة السماوية باسم العالم.

## التاريخ
أعتمد نموذجا كل من أرسطو وبطليموس فيما يتعلق بحركة الكواكب على نموذج الكواكب لأيودوكسوس.